# Лозове (Прилуцький район)
Лозове́ (Лозовий, Лозовський) — село в Україні, у Прилуцькому районі Чернігівської області. Входить до складу Срібнянської селищної громади. Розташоване на р. Лозовій (лівій притоці р. Лисогору), за 7 км від центру громади. Населення становить 2 осіб.

## Історія
Вперше згадується в 50-х рр. 18 ст. як хутір Лозовий, що входив до Срібнянської, з 1761 — до Друговарвинської сотні Прилуцького полку, до Глинського повіту (1782-96), до Прилуцького повіту (1797–1923), до Срібнянського р-ну Прилуцького округу (1923–1930) і Чернігівської області (з 1932).
Засноване в другій половині 18 ст. бунчуковим товиришем Лисенком, якому хутір належав і у 1781.
1797 (разом з х. Дробок) налічувало 33 душі чоловічої статі податкового населення.
1859 — 6 дворів селян, 96 жит.., приписаних до парафії Покровської церквис. Грицівки, 1 з-д.
1886 — 7 дворів селян-власників, 7 хат, 44 мешк. Входив до Срібнянської волості 2-го стану.
1908 — 81 мешк.
Станом на 1911 рік - хутір Лозова Срібнянської волості Прилуцького повіту Полтавської губернії, населення 49 осіб.
У 1923-30 рр. підпорядкований Гриціївській сільраді.
1925 — 42 двори, 147 ос.; 1930- 21 двір, 103 ос., 1996 — 2 двори, 4 ос.
Після 1945 року хутори Кузина, Дрибків (Дробок) і Лозовий з’єднались у село Лозове.
До 2017 року орган місцевого самоврядування — Гриціївська сільська рада.